# Raphaël de Barros
Pour les articles homonymes, voir Barros.
Raphaël de Barros, né le 22 juin 1916 au Portugal et mort le 7 août 1993 à Villeurbanne, est un ancien président du club de basket-ball français, l'ASVEL Lyon-Villeurbanne.

## Biographie
Raphaël de Barros fut le président emblématique de l'ASVEL Lyon-Villeurbanne de 1963 à 1988.
Pendant son long mandat de président, le club a remporté 12 des 17 titres de Champion de France qui ont fait de l'ASVEL le club de basket le plus titré de France. Sous sa présidence, le club fut aussi présent dans les compétitions européennes avec notamment une finale de Coupe Saporta en 1983 et une demi-finale de la Coupe Korać en 1974.
Raphaël de Barros est notamment à l'origine de la venue du joueur Alain Gilles à l'ASVEL, lequel a remporté 8 titres de champion de France avec le club entre 1966 et 1981.

## Hommages
La salle où a évolué le club jusqu’en 1995 a été renommée salle Raphaël de Barros, ancienne Maison des Sports de Villeurbanne (capacité 2 000 spectateurs), en son honneur.
En 2006, Raphaël de Barros a été nommé à l'Académie du basket français.